# Song Qingling (Hockeyspielerin)
Song Qingling (chinesisch 宋清齡 / 宋清龄, Pinyin Sòng Qīnglíng, Jyutping Sung3 Cing1ling4; * 22. Juli 1986 in Dalian) ist eine ehemalige chinesische Hockeyspielerin, die 2008 Olympiazweite war.

## Karriere
Song Qingling spielte von 2004 bis 2017 in der chinesischen Nationalmannschaft. Insgesamt wirkte sie in über 200 Länderspielen mit.
Nachdem Song Qingling 2004 und 2005 bei der FIH Champions Trophy dabei war, kehrte sie erst 2008 in die Nationalmannschaft zurück. 2008 war Peking Austragungsort der Olympischen Spiele. In ihrer Vorrundengruppe konnten sich die Chinesinnen nur dank des besseren Torverhältnisses den zweiten Platz vor den Australierinnen sichern. Die Chinesinnen gewannen im Halbfinale mit 3:2 gegen die deutsche Mannschaft. Im Finale unterlagen sie den Niederländerinnen mit 0:2. Bei der Weltmeisterschaft 2010 in Rosario belegten die Chinesinnen den achten Platz. Einen Monat später fanden in Guangzhou die Asienspiele 2010 statt. Vor heimischem Publikum gewannen die Chinesinnen den Titel zum dritten Mal in Folge. Beim olympischen Turnier 2012 in London erreichten die Chinesinnen in der Vorrunde nur den dritten Gruppenplatz und belegten letztlich in der Gesamtwertung den sechsten Platz. 2014 bei den Asienspielen in Incheon unterlagen die Chinesinnen im Finale den Südkoreanerinnen. Bei ihrer dritten Olympiateilnahme 2016 in Rio de Janeiro belegte Song Qingling mit ihrer Mannschaft in der Vorrunde nur den fünften Platz in ihrer Gruppe und schied damit aus.